# Aeroklub Mielecki
Aeroklub Mielecki im. Braci Działowskich – stowarzyszenie sportów lotniczych, które funkcjonuje na ziemi mieleckiej od 1 września 1946. Głównym celem statutowym Aeroklubu jest rozwijanie i propagowanie lotnictwa poprzez organizację szkoleń – przede wszystkim dla dzieci i młodzieży. 
Pasjonaci lotnictwa zrzeszeni w 6 sekcjach: historycznej, modelarskiej, samolotowej, spadochronowej, szybowcowej oraz fotograficzno-filmowej, dawniej funkcjonowała również sekcja balonowa.

## Władze
We władzach Aeroklubu Mieleckiego zasiadają:
- zarząd: Paweł Świerczyński (prezes), Zbigniew Świerczyński, Marcin Hyjek, Leszek Bochenek
- komisja rewizyjna: Henryk Skiba (przewodniczący), Andrzej Ziobroń, Mieczysław Działowski
- sąd koleżeński: Jerzy Pietrzak (przewodniczący), Mirosław Mikołajczyk, Franciszek Drozdowski
- dyrektor: Paweł Świerczyński
- szef wyszkolenia: Paweł Świerczyński
- szef techniczny: Zbigniew Świerczyński.

## Mistrzowie Polski

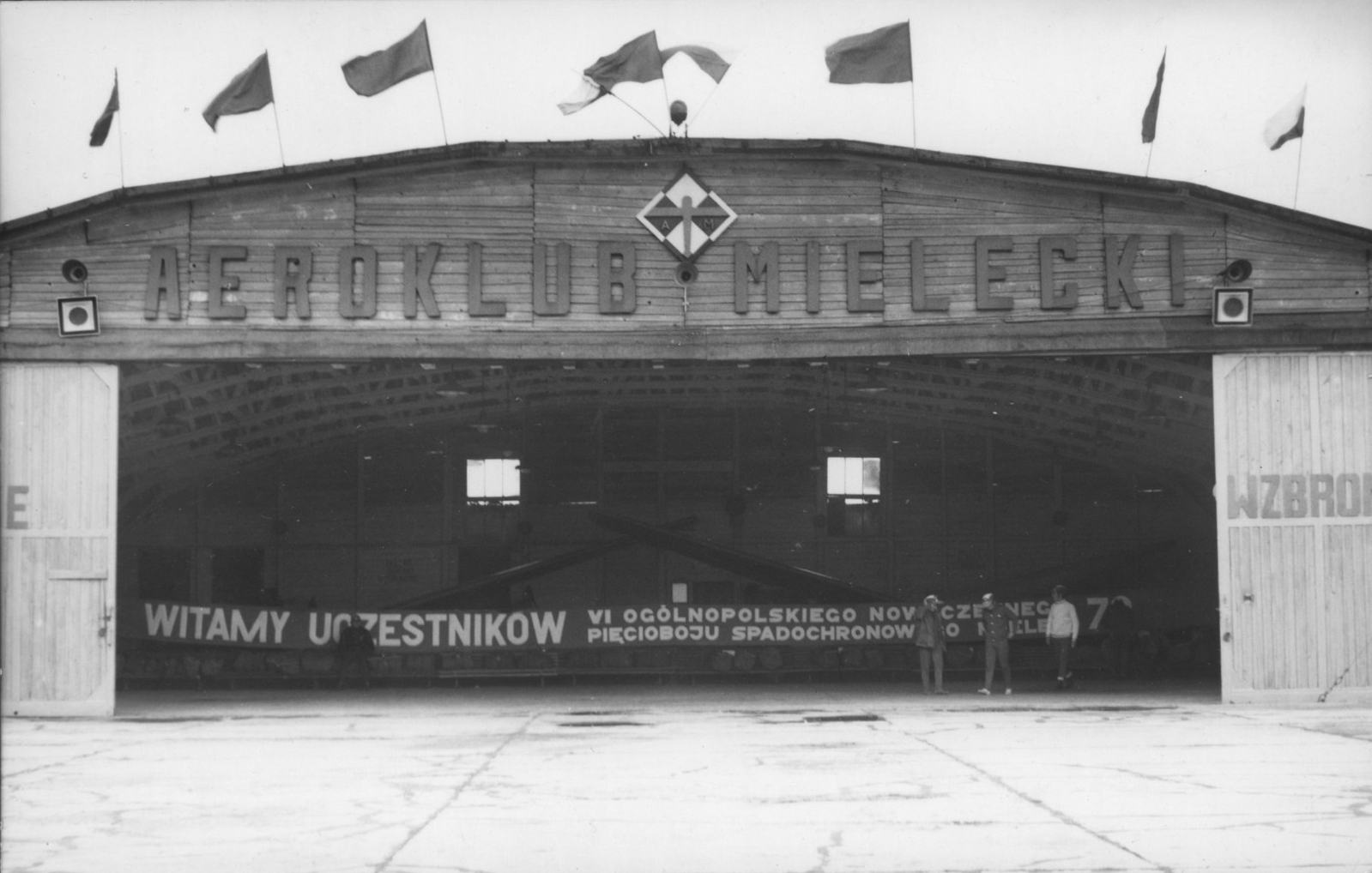
Wejście do hangaru Aeroklubu Mieleckiego (stary drewniany hangar aeroklubowy) – VI Ogólnopolski Nowoczesny Pięciobój Spadochronowy, Mielec 1972

Reprezentanci Aeroklubu Mieleckiego pięciokrotnie zdobywali tytuł Mistrza Polski w sportach lotniczych:
- modelarstwo
  - Mielec 1974 – Jan Olejnik w klasie standard F3D/M modeli motoszybowców zdalnie sterowanych
  - Leszno 2004 – Edward Burek w kategorii F1C modeli swobodnie latających
- szybownictwo
  - Częstochowa 2005 – Karol Staryszak w klasie Club
- spadochroniarstwo
  - Mielec 1984 – Wiesław Starzec w wieloboju spadochronowym
  - Mielec 1984 – drużyna Aeroklubu Mieleckiego w składzie: Wiesław Starzec, Karol Koźbiel, Marek Kłosiński w wieloboju spadochronowym.